# Archer (samohybné dělo)
Archer (jinak též FH77BW L52) je švédská samohybná houfnice ráže 155 mm s délkou hlavně 52 ráží instalovaná na kolovém podvozku. Systém vyvinula švédská zbrojovka Bofors (nyní BAE Systems Bofors). Do služby byl švédskou armádou zařazen roku 2016.
Systém Archer má vysokou taktickou i strategickou mobilitu. Potřebuje necelých třicet vteřin na přípravu k bojové činnosti, přičemž za dalších necelých třicet vteřin dokáže po dokončení střelby opustit stanoviště. Starším samohybným houfnicím to trvalo i deset minut. Dále je přepravitelný transportními letouny. Klade důraz na schopnost přežití a ochranu posádky, kterou se oproti dřívějším systémům podařilo zmenšit na tři až čtyři osoby. Všichni pracují chráněni v pancéřové kabině.

## Historie

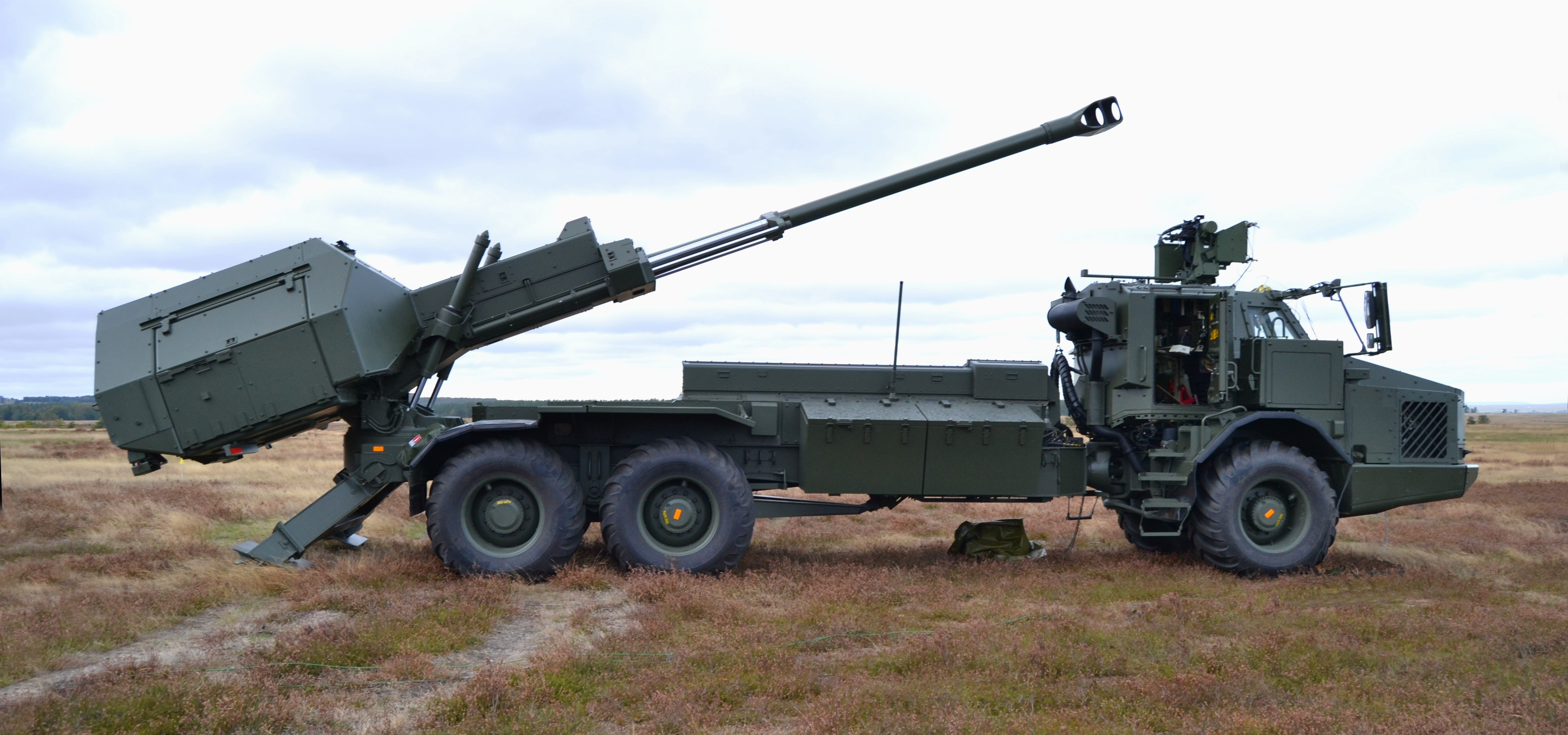
Archer na platformě Volvo A30D se znakem náprav 6x6

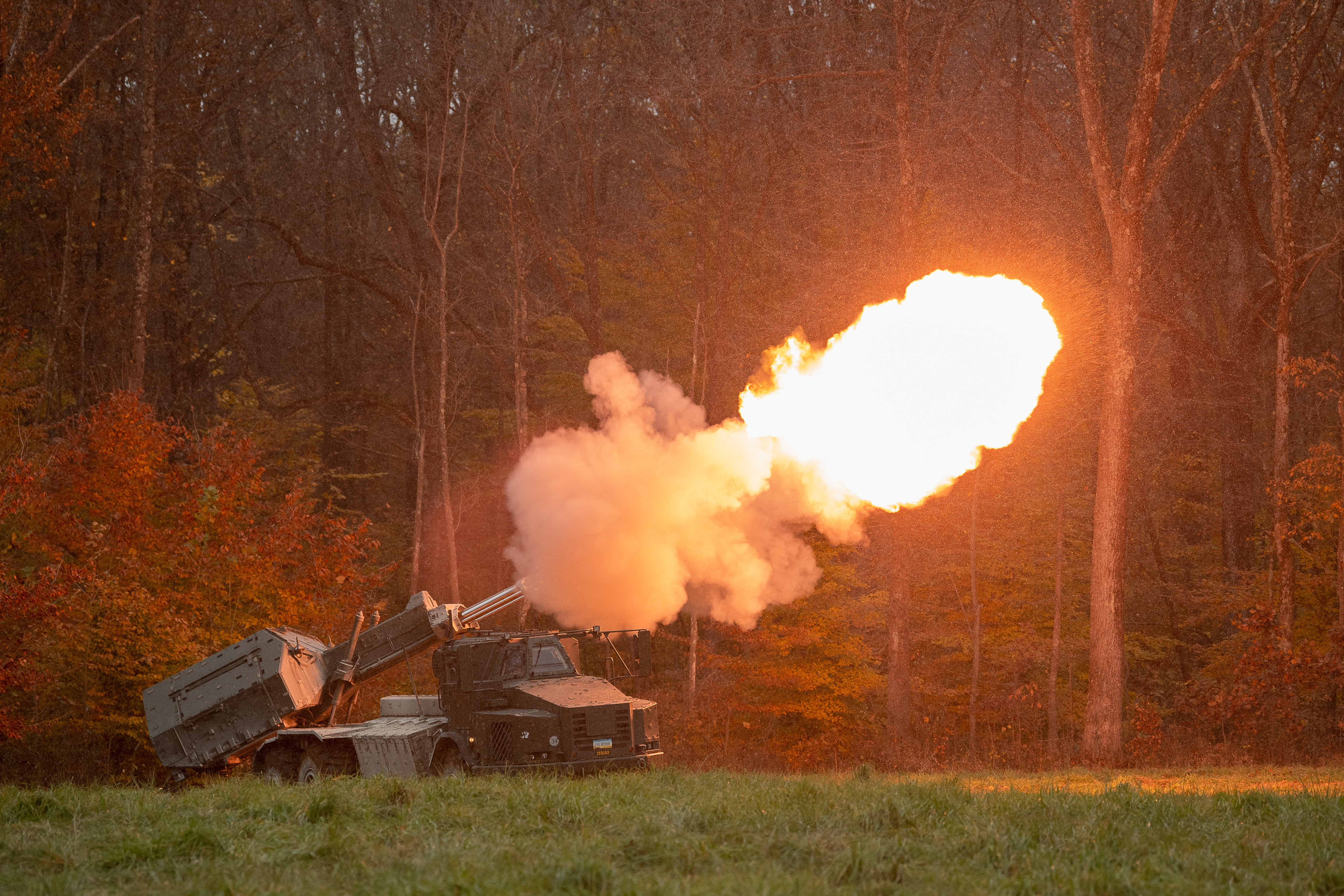
Archer

První technické studie pro tento projekt pocházejí z roku 1995. V roce 2003 získala švédská společnost Bofors (pozdější BAE Systems Bofors) zakázku na stavbu dvou demonstrátorů nové samohybné houfnice. Zkoušky prototypu začaly roku 2005. V září 2006 a lednu 2007 výrobce získal zakázky na pokračování detailního vývoje systému. V září 2008 akvizici systému Archer schválila švédská vláda. V listopadu 2008 se do vývoje systému zapojilo Norsko. V roce 2009 Švédsko a Norsko objednali po 24 systémech, avšak v prosinci 2013 Norsko akvizici zrušilo. Prototypy byly dokončeny roku 2010. První systém ze sériové výroby byl Švédsku dodán v září 2015. Do služby ve švédské armádě byl systém přijat v únoru 2016. Všech 24 Archerů  z úvodní objednávky země získala do konce roku 2016. Další objednávky navázaly.
V říjnu 2020 společnost BAE Systems nabídla systém Archer americké armádě. Roku 2021 systém prodělal srovnávací zkoušky. Přestože nebyl objednán, po nástupu administrativy prezidenta Trumpa patří mezi kandidáty na nástupce houfnic M109 v rámci iniciativy „mobilní taktické dělo“.
V srpnu 2022 švédská ministryně zahraničí Ann Lindeová oznámila, že země zkoumání možnosti poskytnutí systémů Archer Ukrajině, bránící se od února 2022 ruské invazi. Dne 19. ledna 2023 švédský premiér Ulf Kristersson potvrdil dodávku dvanácti systémů Archer Ukrajině.
Dne 16. března 2023 britské ministerstvo obrany oznámilo, že systém Archer byla vybrán jako náhrada za pásové samohybné houfnice AS90, darované Ukrajině. Do roku 2024 země odebrala čtrnáct systémů.

## Konstrukce

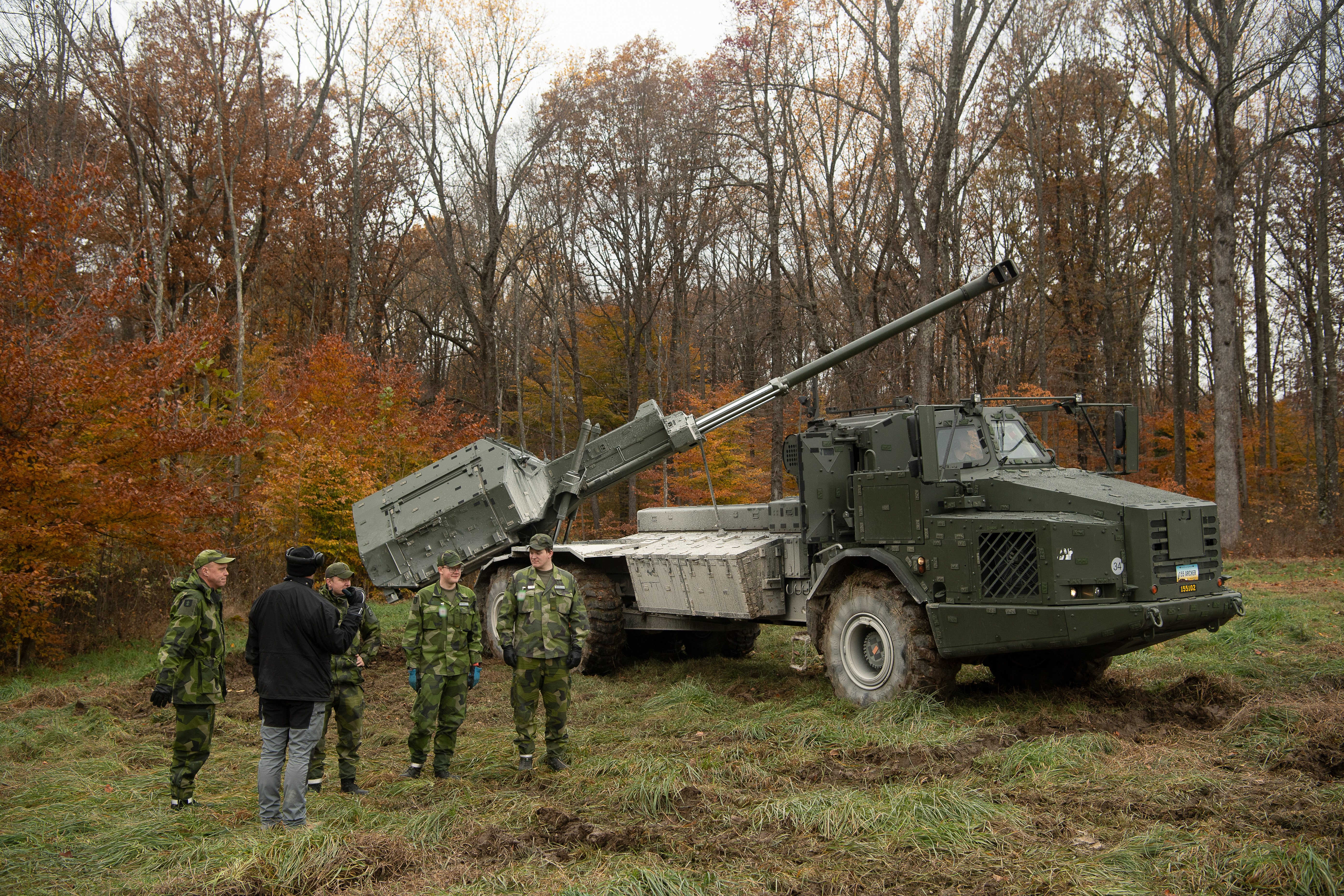
Švédský Archer na mezinárodním cvičení Bold Quest

Archer v základní variantě využívá upravený kolový podvozek Volvo A30D se znakem náprav 6x6. Systém má tří až čtyřčlennou posádku. Kabina posádky je chráněna pancířem (úroveň 2 STANAG 4569). Později výroba přešla na platformu Rheinmetall MAN HX2 8×8. Je vyzbrojen 155mm houfnicí s délkou hlavně 52 ráží. Ta využívá některé prvky švédské tažené houfnice FH77. Houfnice má náměr 0° až 70° a odměr 75° na obě strany. Má i schopnost vedení přímé palby. Příprava systému ke střelbě trvá méně než 30 vteřin. Zásobu munice tvoří dvacet nábojů uložených v automatickém zásobníku a dalších dvacet nábojů pro přebití. Dostřel je až 40 km se standardní municí, 35 km s naváděnou municí Bonus a až 60 km s naváděnou municí M982 Excalibur. Systém může vystřelit první tři náboje během patnácti vteřin a celý zásobník dvaceti nábojů během 2,5 minuty. Systém řízení palby umožňuje současné zasažení jednoho místa (vzdáleného nejméně dva kilometry) až šesti projektily.
Pro vlastní obranu je systém vybaven dálkově ovládanou zbraňovou stanicí Lemur se stabilizovaným 7,62mm kulometem Ksp 58, která se nachází na střeše kabiny.
Na silnici Archer dosahuje rychlosti 70 km/h. Letecky jej může přepravovat transportní letadlo Airbus A400M.

## Uživatelé
- Lotyšsko V roce 2025 se Lotyšsko zavázalo k dodávce osmnácti systémů Archer na platformě Rheinmetall MAN HX2 8×8. Dodány mají být do roku 2026. Do předání nově vyrobených houfnic bude mít Lotyšsko Archery od Švédska pronajaté.[4]

- Spojené království V roce 2023 zakoupeno 14 systémů jako náhrada za houfnice AS90 darované Ukrajině. Dodány od října 2023 do července 2024.[5]

- Švédsko Původní provozovatel systému. dodávky začaly roku 2013. Do roku 2016 dodáno 24 systémů a do roku 2023 jejich počet narostl na 48 kusů. Z nich si Švédsko ponechalo 26 kusů, 14 bylo roku 2023 prodáno Spojenému království a 8 převedeno Ukrajině.[4]

- Ukrajina Původní dodávka 12 systémů jako součást pomoci proti ruské invazi. 3. listopadu 2023 švédský ministr obrany Pål Jonson uvedl, že na ukrajinský den Den raketových sil a dělostřelectva převzaly Ozbrojené síly Ukrajiny slíbená děla[6][7] V dubnu 2025 Švédsko objednalo v rámci pomoci Ukrajině dalších 18 systémů Archer se zahájením dodávek plánovaným na rok 2026.[8]